# Áno Kotsanópoulo
Áno Kotsanópoulo är en ort i Grekland.   Den ligger i prefekturen Nomós Prevézis och regionen Epirus, i den centrala delen av landet, 290 km nordväst om huvudstaden Aten. Áno Kotsanópoulo ligger 225 meter över havet och antalet invånare är 256.
Terrängen runt Áno Kotsanópoulo är huvudsakligen kuperad, men norrut är den bergig. Runt Áno Kotsanópoulo är det ganska glesbefolkat, med 26 invånare per kvadratkilometer. Närmaste större samhälle är Thesprotikó, 6,6 km öster om Áno Kotsanópoulo. == Kommentarer ==
1. ↑  Framräknat ur variansen i alla höjduppgifter (DEM 3") från Viewfinder Panoramas, inom 10 km radie.[2] Mer om algoritmen finns här: Användare:Lsjbot/Algoritmer.